# Parlament Czech

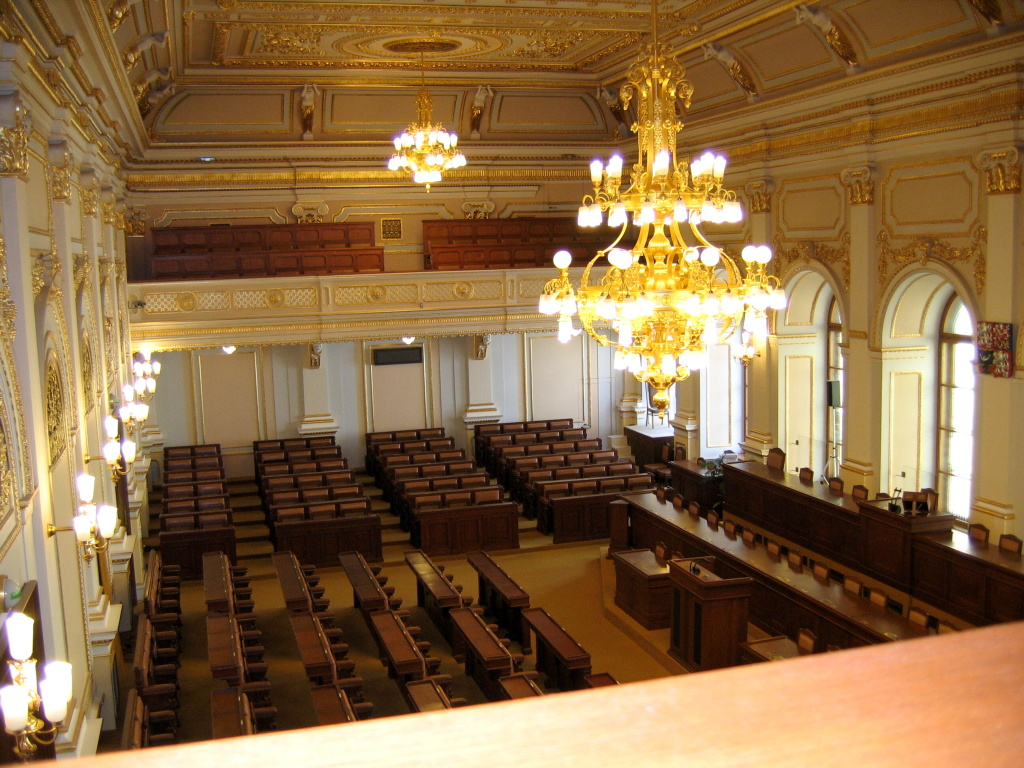
Sala posiedzeń Izby Poselskiej czeskiego parlamentu

Parlament Republiki Czeskiej (czes. Parlament České republiky) – dwuizbowy parlament Republiki Czeskiej, najwyższy organ władzy ustawodawczej. Składa się z Izby Poselskiej (izba niższa) oraz Senatu (izba wyższa). Jego siedzibą jest Praga.

## Historia

### Geneza
Początków czeskiego parlamentaryzmu należy dopatrywać się w połowie XIX wieku, co związane jest to z rozwojem takiej instytucji jaką był parlament. Czechy w tym czasie były częścią składową Cesarstwa Austriackiego, a mieszkańcy ziem tworzących dzisiejsze państwo czeskie wybierali swoich przedstawicieli do austriackiej Rady Państwa, dwuizbowego parlamentu działającego w latach 1861–1918.

### Czechosłowacja
Jednym ze skutków I wojny światowej było utworzenie niepodległej Czechosłowacji w 1918 roku. W tym czasie w Pradze obradowało jednoizbowe Rewolucyjne Zgromadzenie Narodowe, które dwa lata później uchwaliło pierwszą konstytucję w dziejach tego państwa. Na jej mocy powstała Pierwsza Republika Czechosłowacka, która posiadała parlament bikameralny podobnie jak dzisiaj złożony z Izby Poselskiej (300 posłów) i Senatu (150 senatorów). Obie izby wybierane były w ordynacji proporcjonalnej na 6 lat - Izba Poselska i 8 lat - Senat. W latach 1938–1948 działał parlament jednoizbowy - Zgromadzenie Narodowe, liczące 300 deputowanych.
Od 1968 roku na podstawie konstytucyjnej ustawy o federalizacji Czechosłowacji został ponownie wprowadzony parlament dwuizbowy zwany Zgromadzeniem Federalnym w którego skład wchodziła Izba Ludu (150 posłów), której członkowie byli wybierani proporcjonalnie co do liczby ludności w poszczególnych republikach związkowych oraz Izby Narodów (150 posłów), do której 75 deputowanych wybierano w Czechach i 75 na Słowacji. Poza tym w obu częściach składowych działały parlamenty republikańskie - Rady Narodowe.

### Współczesność
Po likwidacji Czechosłowacji 31 grudnia 1992 roku, kompetencje parlamentu niezależnych od tej pory Czech przejęła Czeska Rada Narodowa, która została przemianowana na Izbę Poselską. Reaktywowano także Senat, do którego pierwsze wybory odbyły się w 1996 roku.

## Kompetencje
Do najważniejszych uprawnień czeskiego parlamentu należy:
- prawo do stanowienia ustaw, które są podstawowymi aktami prawnymi, powszechnie obowiązującymi w państwie,
- prawo do zmiany porządku konstytucyjnego Republiki Czeskiej,
- wyrażanie zgody na ratyfikację umów międzynarodowych,
- wyrażanie wotum zaufania lub nieufności dla rządu (tylko Izba Poselska),
- zatwierdzenie budżetu państwa na przyszły rok i ocena jego dotychczasowego wykonania (tylko w Izbie Poselska),
- w celu zbadania spraw będących przedmiotem zainteresowania publicznego może ustanowić komisję śledczą (tylko Izba Poselska),
- może wypowiedzieć wojnę w przypadku ataku do wypełnienia zobowiązań międzynarodowych i podjąć decyzję w sprawie udziału Republiki Czeskiej w systemach obrony NATO,
- decyduje o wysłaniu armii poza granicę kraju, jak i może wyrazić zgodę na pobyt obcych wojsk w Republice Czeskiej, (niezależnie od stanowiska rządu),
- powołuje sędziów Trybunału Konstytucyjnego (tylko Senat Republiki Czeskiej).